# Province de Caroline du Sud
 (décembre 2023).
Si vous disposez d'ouvrages ou d'articles de référence ou si vous connaissez des sites web de qualité traitant du thème abordé ici, merci de compléter l'article en donnant les références utiles à sa vérifiabilité et en les liant à la section « Notes et références ».
1729–1776
Entités précédentes :
- Province de Caroline

Entités suivantes :
- Province de Géorgie (1732)
- Caroline du Sud

La province de Caroline du Sud faisait originellement partie de la Province de Caroline, qui fut créée sous la charte de 1663 parce que le roi récompensait les plus fidèles de ses suivants. La colonie devint plus tard l'État de Caroline du Sud.
Les Carolines furent nommées d'après le roi Charles Ier d'Angleterre. Le mot latin « Carolana » signifiant « La terre de Charles », et l'écriture fut plus tard changée en "Caroline". Étant initialement une seule et même proprietary colony, les Carolines traversèrent une période de dissension, en partie à cause des négligences des héritiers des Lords Propriétaires originaux. Les dissensions concernant la gouvernance de la province menèrent à la mise en place d'un député gouverneur pour administrer la moitié nord de la colonie de Caroline en 1691. La division entre le nord et le sud devint officielle en 1712, mais les deux colonies restaient aux mains des mêmes propriétaires. La guerre des Yamasee de 1715-1717 ravagea l'arrière-pays de la colonie. Les plaintes concernant le fait que les « proprietors » n'avaient pas fait assez pour protéger les colons contre les Indiens lors de la guerre des Yamasee et contre les Espagnols voisins lors de la Guerre de la Reine Anne convainquirent beaucoup de Caroliniens du Sud de la nécessité de mettre fin au statut de proprietary colony. Par conséquent, une rébellion éclata contre les proprietors en 1719. À la pétition des résidents de la colonie qui cherchaient un retour à l'ordre, le gouvernement britannique nomma un gouverneur royal pour la Caroline du Sud en 1720. Après près d'une décennie pendant laquelle le gouvernement britannique chercha à racheter la colonie au propriétaire, les Carolines du Nord et du Sud devinrent des colonies royales en 1729.
La Province de Géorgie fut ensuite fondée en 1732 par une charte royale de George II.

## Note
1. ↑  Le gouverneur de Caroline du Nord continuant à être nommé par le propriétaire jusqu'en 1729.

## Référence
- (en) Cet article est partiellement ou en totalité issu de l’article de Wikipédia en anglais intitulé « Province of South Carolina » (voir la liste des auteurs).

## Compléments